# Серкот
Серкот (фр. Cercottes) је насељено место у Француској у региону Центар, у департману Лоаре.
По подацима из 2011. године у општини је живело 1289 становника, а густина насељености је износила 53,18 становника/km².

## Демографија
| 1962. | 1968. | 1975. | 1982. | 1990. | 2011. |
| ----- | ----- | ----- | ----- | ----- | ----- |
| 455   | 458   | 498   | 634   | 684   | 1.289 |